# Bollywood Movie Award/Beste Musik
Der Bollywood Movie Award Best Music Director ist eine Kategorie des jährlichen Bollywood Movie Awards für indische Filme in Hindi.
Shankar-Ehsaan-Loy sind dreimalige und A. R. Rahman zweimaliger Gewinner.

## Liste der Preisträger
| Jahr | Film                   | Komponist          |
| ---- | ---------------------- | ------------------ |
| 1999 | Kuch Kuch Hota Hai     | Jatin-Lalit        |
| 2000 | kein Preis             | kein Preis         |
| 2001 | Kaho Naa... Pyaar Hai  | Rajesh Roshan      |
| 2002 | Lagaan                 | A. R. Rahman       |
| 2003 | Saathiya               | A. R. Rahman       |
| 2004 | Kal Ho Naa Ho          | Shankar-Ehsaan-Loy |
| 2005 | Veer-Zaara             | Madan Mohan        |
| 2006 | Bunty Aur Babli        | Shankar-Ehsaan-Loy |
| 2007 | Kabhi Alvida Naa Kehna | Shankar-Ehsaan-Loy |